# Straat van Taiwan

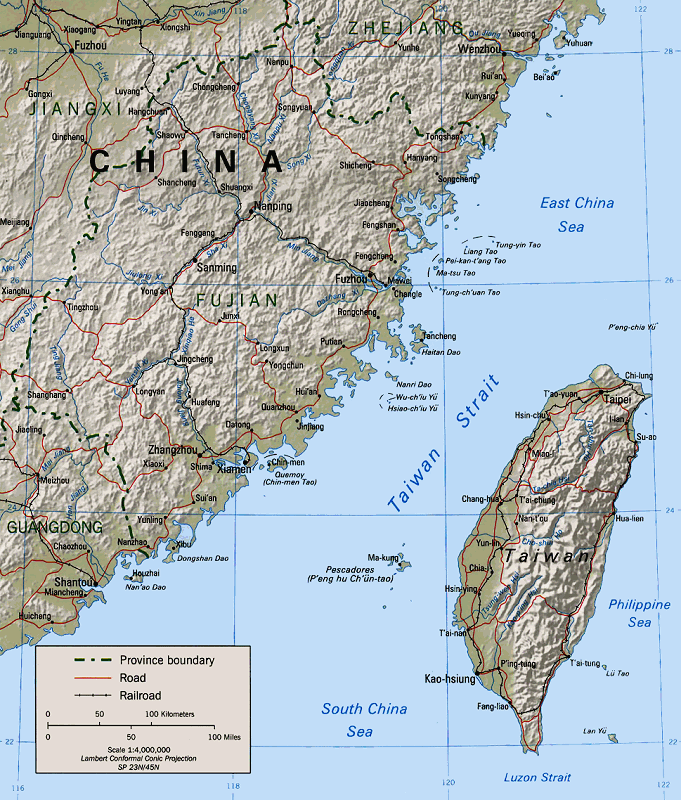

De Straat van Taiwan, vroeger ook wel Straat Formosa genoemd, is een 180 kilometer brede zeestraat tussen de Chinese provincie Fujian in het westen en het eiland Taiwan (vroeger Formosa) in het oosten. De Straat van Taiwan is de verbinding tussen de Oost-Chinese Zee in het noorden en de Zuid-Chinese Zee in het zuiden. De Straat maakt onderdeel uit van deze laatste, de grens met de Oost-Chinese Zee loopt van het noordelijkste punt van Taiwan in een bijna rechte horizontale lijn naar het Chinese vasteland. 
Tot 10.000 jaar geleden verbond een landbrug Taiwan met het Chinese vasteland, totdat de zeespiegelstijging van smeltende gletsjers aan het begin van het Holoceen de zeestraat creëerde. De straat ligt op een continentaal plat en is niet meer dan 150 meter diep. De zeebodem ligt gemiddeld 60 meter onder de zeespiegel. Het is een van de meest bevaren zeestraten ter wereld, met een intensief verkeer van containerschepen en vissersschepen.
De straat scheidt de Volksrepubliek China van Taiwan, dat door de eerste als een opstandige provincie wordt gezien. Tegen de kust van de Volksrepubliek China liggen het Matsu-archipel en de eilandengroep Kinmen. Kinmen ligt op slechts twee kilometer van de kust van Fujian. In tegenstelling tot het achterland bleven de eilanden ook na december 1949 onder gezag van de Republiek China toen die als gevolg van de Chinese Burgeroorlog de regeringszetel verplaatste van Nanjing naar Taipei. De Volksrepubliek China maakt aanspraak op de eilanden en beschouwt ze als deel van de door haar bestuurde provincies. In de straat liggen ook de Penghu-eilanden. Ze liggen 50 km ten westen van Taiwan en 150 km ten oosten van het Chinese vasteland. Ze behoren tot Taiwan, maar zijn ook betwist gebied. 
Van tijd tot tijd leidt dit tot politieke spanningen, zoals de Eerste Taiwancrisis (1954-1955) en nog twee conflicten volgden.  De relatie tussen beide landen is onder president Ma Ying-jeou (r. 2008-2016) wel verbeterd. Sinds december 2008 is direct scheepvaartverkeer en zijn directe vluchten tussen beide landen mogelijk. In de 59 jaar daarvoor was er alleen indirect verkeer mogelijk, er moest een derde lucht- of zeehaven worden aangedaan. De handels- en familiecontacten zijn daardoor sterk toegenomen.
Incidenteel varen Amerikaanse oorlogsschepen door de straat. Het is volgens de VS een politiek gebaar om het vrije scheepvaartverkeer te onderstrepen. Dergelijke bewegingen leiden tot protesten en verhoogde waakzaamheid van China.